# コントラバンド (アルバム)
『コントラバンド』（Contraband）は、ヴェルヴェット・リヴォルヴァーのデビュー・アルバム。2004年6月2日に、日本で先行発売された。
「コントラバンド」とは、日本語で「密輸（品）」「禁制（品）」という意味。
アメリカではCDとDVDの両面ディスク仕様でも発売され、また、日本では2005年2月23日に、ボーナス・ディスクが付いた『コントラバンド〜ジャパン・ツアー・スペシャル・エディション』が発売されている。

## 収録曲
1. サッカー・トレイン・ブルース "Sucker Train Blues"
2. ドゥ・イット・フォ・ザ・キッズ "Do It for the Kids"
3. ビッグ・マシーン "Big Machine"
4. イレガル・アイ・ソング "Illegal i Song"
5. スペクタクル "Spectacle"
6. フォール・トゥ・ピーセズ "Fall to Pieces" (シングル)
7. ヘッドスペース "Headspace"
8. スーパーヒューマン "Superhuman"
9. セット・ミー・フリー "Set Me Free" (シングル) - 映画『ハルク』主題歌
10. ユー・ゴット・ノー・ライト "You Got No Right"
11. スリザー "Slither" (シングル)
12. ダーティ・リトル・シング "Dirty Little Thing" (シングル)
13. ラヴィング・ザ・エイリアン "Loving the Alien"
14. ボディーズ "Bodies" (セックス・ピストルズのカバー、日本・イギリス盤のみ)

### 『コントラバンド〜ジャパン・ツアー・スペシャル・エディション』ボーナス・ディスク
1. サレンダー "Surrender" (チープ・トリックのカバー)
2. ノー・モア・ノー・モア "No More No More" (エアロスミスのカバー)
3. ネガティヴ・クリープ "Negative Creep" (ニルヴァーナのカバー)